# Emir Kujović
Emir Kujović (Bijelo Polje, 22 de junho de 1988) é um futebolista profissional sueco que atua como atacante, atualmente defende o Fortuna Düsseldorf.

## Carreira
Emir Kujović fez parte do elenco da Seleção Sueca de Futebol da Eurocopa de 2016.